# 사랑 뒤에 오는 사랑
"사랑 뒤에 오는 사랑"은 한국에서 제작된 강찬우 감독의 1959년 영화이다. 이민자 등이 주연으로 출연하였고 최일 등이 제작에 참여하였다.

## 출연

### 주연
- 이민자
- 최무룡
- 황해

## 기타
- 조명: 최상동
- 녹음: 손인호
- 미술: 이봉선